# زيلدا روبنشتاين
زيلدا روبنشتاين (بالإنجليزية: Zelda Rubinstein) هي ممثلة أمريكية، ولدت في 28 مايو 1933 ببيتسبرغ في الولايات المتحدة، وتوفيت في 27 يناير 2010 بلوس أنجلوس في الولايات المتحدة بسبب قصور كلوي.

## وصلات خارجية
- زيلدا روبنشتاين على موقع IMDb (الإنجليزية)
- زيلدا روبنشتاين على موقع ألو سيني (الفرنسية)
- زيلدا روبنشتاين على موقع أول موفي (الإنجليزية)
- زيلدا روبنشتاين على موقع قاعدة بيانات الأفلام السويدية (السويدية)
- زيلدا روبنشتاين على موقع إن إن دي بي (الإنجليزية)
- زيلدا روبنشتاين على موقع قاعدة بيانات الفيلم (الإنجليزية)
- زيلدا روبنشتاين على موقع كينوبويسك (الروسية)